# Fédération de Cuba de football
La Fédération de Cuba de football (Asociación de Fútbol de Cuba (es) AFC) est une association regroupant les clubs de football de Cuba et organisant les compétitions nationales et les matchs internationaux de la sélection de Cuba.
Fondée en 1924, elle s'est affiliée à la FIFA en 1932 et est membre de la CONCACAF depuis 1961.